# مجلة إدارة
مجلة إدارة، (ISSN: 2218 - 466X) تصدر مجلة «إدارة» عن المنظمة العربية للتنمية الإدارية- إحدى منظمات جامعة الدول العربية- وهي مجلة دورية متخصصة تعنى بشئون الإدارة في الوطن العربي. صدر العدد الأول من المجلة في نوفمبر 2009. تشتمل المجلة على عدد من الأبواب الثابتة، فضلاً عن مقالات للمتخصصين من ذوي الخبرة في مجال الإدارة في العالم بصفة عامة (حيث تشتمل على جزء باللغة الإنجليزية)، والعالم العربي بصفة خاصة.

## الهدف
تهدف مجلة «إدارة» إلى تعريف الجمهور العربي المهتم من القطاعين الخاص والحكومي بالحلول الإدارية الحديثة في المنشآت والشركات والوزارات وغيرها من المنظمات، وكذلك التعريف ببعض أهم المبادئ والمفاهيم الإدارية الراسخة والحديثة.

## فريق العمل
- رئيس مجلس الإدارة: الأستاذ الدكتور/ رفعت الفاعوري- مدير عام المنظمة العربية للتنمية الإدارية.
- رئيس التحرير: الدكتور/ عبد الرحيم علام - رئيس الاستشارات والمشرف الفني على الجوائز المتخصصة بالمنظمة العربية.
- نائب رئيس التحرير: الأستاذة/ نورا لطفي
- مدير التحرير: المهندس/ أسامة حسين
- سكرتير التحرير: الأستاذة/ هند سمير
- هيئة التحرير: (الدكتور/ أشرف صالح - الأستاذ/ هشام عفيفي)
- المراجعة اللغوية: الأستاذ/ حسن سليمان
- مدير القسم الفني: الأستاذ/ جرجس فايق
- مدير قسم التصميمات: الأستاذة/ رشا الشوني

## الأبواب الثابتة
- كلمة أحد وزراء التنمية الإدارية في العالم العربي
- كلمة رئيس مجلس الإدارة
- مقال رئيس التحرير
- شخصية العدد
- المدينة العربية
- من موسوعة الإدارة العربية الإسلامية
- من معجم المصطلحات الإدارية
- معارض حول العالم

## الفئات المستهدفة
يتم توزيع مجلة «إدارة» على القيادات والمهتمين بالإدارة في الوطن العربي، وكذلك المشاركين في أنشطتها التي تعقد بكافة الدول العربية، فضلاً عن السفارات والغرف التجارية والصناعية والجامعات والهيئات الحكومية والخاصة. والمجلة متاحة للاطلاع والتحميل على موقع المنظمة العربية للتنمية الإدارية الذي تجاوز عدد زائريه (4) مليون زائر.

## الإعلان والتسويق
شركة إمبرشن Impression

## وصلات خارجية
- المدونة الرسمية لمجلة إدارة
- صفحة مجلة إدارة بموقع المنظمة العربية ARADO نسخة محفوظة 18 يناير 2006 على موقع واي باك مشين.
- العدد الأول
- العدد الثاني
- العدد الثالث
- العدد الرابع
- العدد الخـامس
- العدد السادس
- العدد السابع
- العدد الثامن
- العدد التاسع
- العدد العاشر
- العدد الحادي عشر
- العدد الثاني عشر
- العدد الثالث عشر
- العدد الرابع عشر
- العدد الخامس عشر
- العدد السادس عشر
- العدد السابع عشر
- العدد الثامن عشر

## وصلات داخلية
- دكتور عبد الرحيم علام رئيس تحرير مجلة «إدارة».
- المنظمة العربية للتنمية الإدارية: الناشر لمجلة «إدارة».
- نشرة أخبار الإدارة العربية.